# (257296) Jessicaamy
(257296) Jessicaamy est un astéroïde de la ceinture principale.

## Description
(257296) Jessicaamy est un astéroïde de la ceinture principale. Il fut découvert le 20 avril 2009 à Zadko par Michael Todd. Il présente une orbite caractérisée par un demi-grand axe de 2,58 UA, une excentricité de 0,12 et une inclinaison de 13,8° par rapport à l'écliptique.

## Compléments